# 다카네자와정
다카네자와정(일본어: 高根沢町 다카네자와마치[*])은 일본 도치기현 중앙부에 있는 시오야군의 정이다.

## 지리
평지가 많고 정의 서쪽은 기누강을 사이에 두고 우쓰노미야시와 접하고 있고 구릉지대는 주택지가 되어 있다. 북쪽은 사쿠라시, 남쪽은 하가정과 접한다. 국도 4호선을 따라 중앙에서 동쪽 일대에 전원이 펼쳐져 있다. 동서 길이는 10~11km이고 전체 면적의 60%를 농지가 차지하고 있다. 고도는 109~195m 사이이다.

## 역사
- 1889년 4월 1일 - 아쿠쓰촌, 기타타카네자와촌, 니타촌이 성립하였다.
- 1953년 4월 1일 - 아쿠쓰촌이 정으로 승격해 아쿠쓰정이 되었다.
- 1958년 4월 1일 - 아쿠쓰촌, 기타타카네자와촌이 합병해 다카네자와정이 되었다.

## 인구
| 연도 | 인구   | ±%     |
| ---- | ------ | ------ |
| 1960 | 21,479 | —      |
| 1970 | 20,662 | −3.8%  |
| 1980 | 22,765 | +10.2% |
| 1990 | 26,328 | +15.7% |
| 2000 | 29,777 | +13.1% |
| 2010 | 30,534 | +2.5%  |

## 교통

### 철도
- 동일본 여객철도
  - 우쓰노미야선(도호쿠 본선)
  - 가라스야마선

### 도로
- 국도 4호선
- 국도 제408호선(일본어판)